# Dichapetalum stipulatum
Dichapetalum stipulatum är en tvåhjärtbladig växtart som beskrevs av Macbride. Dichapetalum stipulatum ingår i släktet Dichapetalum och familjen Dichapetalaceae. Inga underarter finns listade i Catalogue of Life.